# アメリカイワナンテン
アメリカイワナンテンとはツツジ科の植物の一種。学名Leucothoe catesbaei。別名セイヨウイワナンテン。
北アメリカ原産の常緑低木で枝はしだれる。花期は4～5月頃で花は壷形である。葉に斑の入った園芸品種があり、よくグランドカバーに使われる。